# Sever do Vouga
Sever do Vouga est une municipalité (en portugais : concelho ou município) du Portugal, située dans le district d'Aveiro et la région Centre.

## Géographie
Sever do Vouga est limitrophe :
- au nord, de Vale de Cambra,
- à l'est, d'Oliveira de Frades,
- au sud, d'Águeda,

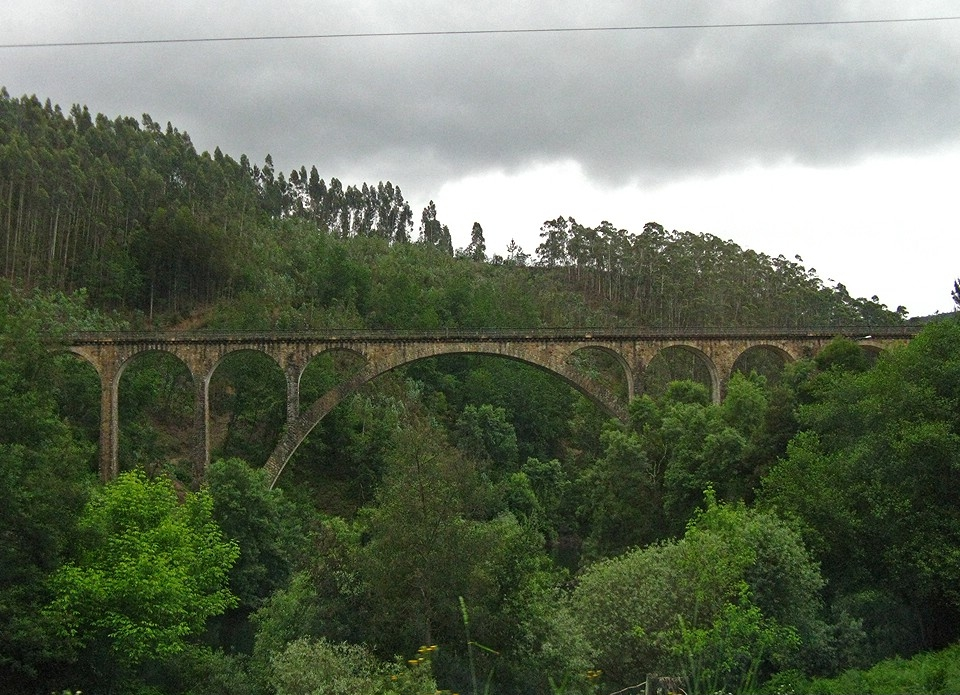
Viaduc de Poço de Santiago du chemin de fer du Val de Vouga, construit par l'entrepreneur français François Mercier au début du XXe siècle

- à l'ouest, d'Albergaria-a-Velha et Oliveira de Azeméis.

## Démographie
| 1801  | 1849  | 1900  | 1930   | 1960   | 1981   | 1991   | 2001   | 2004   |
| ----- | ----- | ----- | ------ | ------ | ------ | ------ | ------ | ------ |
| 4 454 | 6 394 | 9 002 | 12 038 | 14 077 | 13 783 | 13 826 | 13 186 | 12 940 |

| 2011   | - | - | - | - | - | - | - | - |
| ------ | - | - | - | - | - | - | - | - |
| 12 356 | - | - | - | - | - | - | - | - |

## Subdivisions

Carte des paroisses de Sever do Vouga.

Depuis la loi no 11-A/2013 du 28 janvier 2013, portant réorganisation administrative du territoire des freguesias, la municipalité de Sever do Vouga groupe 7 paroisses (freguesia en portugais) contre 9 auparavant :
- Cedrim e Paradela (Cedrim et Paradela)
- Couto de Esteves
- Pessegueiro do Vouga
- Rocas do Vouga
- Sever do Vouga
- Silva Escura e Dornelas (Silva Escura et Dornelas)
- Talhadas